# Novela del Oeste

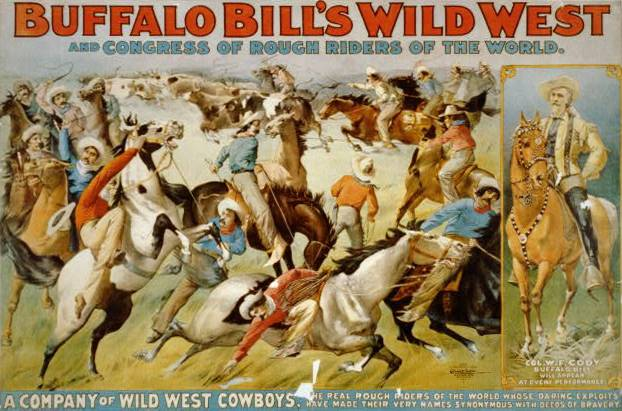
Cartel que anuncia el espectáculo de Buffalo Bill

La novela del Oeste es un género literario narrativo de la literatura popular o de consumo, ambientado generalmente en el siglo XIX y en los Estados Unidos de América, durante el período de expansión de esta nación hacia el llamado lejano Oeste, con importantes derivaciones cinematográficas y en la historieta gráfica.

## Concepto
Sus personajes característicos son el pionero, el sheriff, los vaqueros, el bandido o forajido pistolero, el tahúr, los mexicanos, el hacendado ganadero de ovejas o reses, los indios, los militares sudistas o nordistas, los buscadores de oro, los rancheros, los predicadores, las chicas alegres del salón y todos los tópicos fraguados por los creadores del género, James Fenimore Cooper, autor de El último de los mohicanos (1826) y Washington Irving en sus Western Journals (1832), los escritores costumbristas del Realismo estadounidense Francis Bret Harte y Mark Twain, el alemán Karl May y el verdadero iniciador del género, Owen Wister, con su novela El Virginiano (1902). Por lo general, la novela del Oeste intenta ejemplificar la ideología del Destino manifiesto y el Mito de la frontera y no va más allá, ya que su intención fundamental es entretener, como suele ocurrir en la novela de aventuras, de la que es uno de los más importantes subgéneros.
Algunos críticos piensan que este género literario solo sirve como origen y fuente de un género cinematográfico superior, el wéstern. El cine lo amplifica y se lo apropia otorgándole una mayor dignidad, mientras que el wéstern literario es regularmente de poca calidad en comparación con su versión cinematográfica, que alcanza grandes cotas de arte.

## Marco espaciotemporal y temas
La acción transcurre casi siempre entre el final de la Guerra de secesión y fines de 1880, casi siempre en las zonas oeste y sur de los Estados Unidos. Los temas típicos incluyen los vaqueros y el transporte de ganado, los conflictos entre blancos e indios o la aplicación de la ley y la civilización en Occidente. Frank Gruber determinó que solo existían siete tipos en torno a determinados ejes argumentales básicos de las tramas, aun cuando se olvidó de algunos aspectos:
- Union Pacific story. La historia del tren y la compañía Union Pacific (construcción de vías férreas o telégrafos, historias de trenes)
- Ranch story. La vida en un rancho o granja, vaqueros, animales de granja, guerras de pastos entre agricultores y ganaderos... También las amenazas al mismo por parte de ladrones o grandes propietarios ansiosos de apropiárselo.
- Empire story. Narra la construcción de un rancho o un imperio del petróleo desde cero)
- Revenge story. Historias de venganza que implican la persecución por parte de un individuo agraviado, duelos y violencia, pero también puede incluir elementos de misterio.
- Cavalry and Indian story. La historia suele girar en torno a la "domesticación" del desierto para el hombre blanco. Historias militares. George Armstrong Custer, la caballería, las guerras indias, la Guerra de secesión...
- Outlaw story. El forajido o fuera de la ley (historias de bandas criminales y la mitología de famosos pistoleros y bandoleros: duelo del O. K. corral, Jesse James, Billy el Niño, etc.) y
- Marshal story. El hombre de la ley y sus desafíos impulsan la trama. O la historia de la implantación de la justicia en el oeste (sheriffs, alguaciles, ciudades en poder de caciques...).

Podría completarse con historias de cazadores, pioneros y montañeses o textos que tratan sobre la fiebre del oro y la industria minera.

## El género literario
En el siglo XX el género se puso de moda con la novela The Virginian (El virginiano), de Owen Wister (1902), y luego lo han cultivado con éxito los norteamericanos O. Henry, quien en Texas publicó su colección de cuentos El corazón del Oeste (1907), Stewart Edward White, autor de Los del Oeste (1901) y los relatos de Noches de Arizona, para muchos aficionados el mejor. Zane Grey siguió con un auténtico torrente de creaciones; en las revistas pulp de los años 30 y 40 publicaron autores como Eugene M. Rhodes, William McLeod Raine, W. C. Tuttle (hijo de un sheriff), Clarence E. Mulford (creador del entrañable cowboy Hopalong Cassidy), Max Brand y Louis L'Amour (ambos best-seller) y muchos más. Robert E. Howard, Richard S. Wheeler, Sherman Alexie, Tony Hillerman, Jack Shaefer, Michael Chabon y quienes escriben bajo el seudónimo de Max Brand, Tod Hunter o Dan Wilder; también el alemán Karl May. En los años 50 pocos autores descollaron tanto como Frank Gruber, maestro de las películas del Oeste histórico y guionista prolífico. Pero hay que mencionar también entre los modernos a Dorothy M. Johnson (1905-1984), Oakley Hall, Leigh Brackett y Alan Le May (1899-1964).
En España hay que citar como precedente decimonónico a Esteban Hernández y Fernández con su novela Los hijos del desierto, entre otras, y en el siglo XX es preciso citar en particular a Marcial Lafuente Estefanía e hijos, a José Mallorquí, creador de El Coyote, a Francisco González Ledesma, que escribía bajo el seudónimo de Silver Kane y cuya primera novela Sombras Viejas (1948) no solo ganó premios, sino comentarios positivos de escritores como Somerset Maugham, pese a lo cual fue víctima de la censura franquista y tuvo que utilizar seudónimo; a Francisco Caudet Yarza, alias "Frank Caudett", a Juan Gallardo Muñoz, más conocido como Curtis Garland o Donald Curtis; a Luis García Lecha, con el seudónimo Clark Carrados, a Francisco Javier Miguel Gómez, que escribió con el seudónimo de Lem Ryan, a Antonio Vera Ramírez, que para este género utilizó el pseudónimo de Lou Carrigan, al periodista republicano Eduardo de Guzmán, más conocido como Edward Goodman; a Javier Tomeo, que escribió entre otros con el pseudónimo Keller y tuvo éxito en la literatura "seria", a Joaquín Ruiz Catarineu, Jack Logan; a José López García, Adam Surray; a Miguel Lavios Angulo, Sam Fletcher; a Andrés Castillejos Osuna, Andrews Castle; a Juan Losada Martín, John L. Martyn; a Luis Rodríguez Aroca, Louis Rock o Lewis Haroc; a Alfonso Manzanares, Alf Manz; a Félix Martínez Orejón, Fel Marty; a José Moreno García, Joe Mogar; a Jesús Navarro Carrión-Cervera, Jess McCarr, a Miguel María Astraín Bada, Mikky Roberts, a Pedro Guirao Hernández, Peter Capra, a Alfred Revetllat Fosch que escribió la serie Arizona Bill, etcétera.

## El género cinematográfico
Con las películas del Oeste escribieron los Estados Unidos su propia épica, con una iconografía característica (sombrero tejano, pistolas, chalecos, caballos, desierto, ciudades-calle, saloon, ranchos, diligencias, indios...). Hay muchos tipos de wésterns, desde los musicales como Siete novias para siete hermanos o La leyenda de la ciudad sin nombre a los que se fundan en una canción, como Solo ante el peligro (en Hispanoamérica, A la hora señalada) pero en todos se suele subrayar la raíz histórica de relatos que, con la conquista del Oeste, la lucha por la tierra, los pioneros, el establecimiento de la ley y la justicia, los límites y fronteras... han creado una narración legendaria sobre la fundación del país y los héroes que encarnan sus valores de más estima.
El padre del cine del Oeste fue Edwin S. Porter, quien, en 1903 realizó Asalto y robo de un tren. Después el género se consolidó (como afirma el crítico Quim Casas en su El wéstern) con las aportaciones de Thomas H. Ince entre 1910 y 1925. Ince creó una poética del paisaje que crearía escuela y, hacia 1913 concibió con el actor William S. Hart el personaje de "Río Jim", cowboy que se convirtió en un arquetipo del género junto a otros dos actores emblemáticos del género en esa época constituyente: Gilbert M. Anderson y Tom Mix, quien era, además, un auténtico ranger de Texas.
Pero el principal director del género en la etapa del cine sonoro fue sin duda John Ford, con obras como La Diligencia, Pasión de los fuertes, Centauros del desierto, Fort Apache etcétera hasta su ya crepuscular El hombre que mató a Liberty Valance. No le van a la zaga sus discípulos Howard Hawks con sus ríos (Río Rojo, Río Bravo, Río Lobo...); William Wellman (Caravana de mujeres); Budd Boetticher (Los cautivos); Anthony Mann (Veracruz), así como directores que se acercaron ocasionalmente al género, como Raoul Walsh (Murieron con las botas puestas); Fred Zinnemann, con Sólo ante el peligro (High Noon, 1952); Nicholas Ray (Johnny Guitar); Delmer Daves (Flecha rota); King Vidor (Duelo al sol); George Stevens (Raíces profundas), etcétera.
El género posee también sus subgéneros, como el llamado Western crepuscular, revisionista y desmitificado, con autores como Sam Peckinpah (La balada de Cable Hogue), Arthur Penn o Clint Eastwood (Sin perdón), o el llamado spaghetti western, hiperviolento y de toques naturalistas, cuyo más señalado director fue Sergio Leone (Per qualche dollaro in più, El bueno, el feo y el malo etc.).
Por otra parte, algunos actores se especializaron en el género, como Randolph Scott o John Wayne.

## El género televisivo
Derivadas de la cinematografía, fueron frecuentes series de televisión con el formato del wéstern. Algunas de las más célebres fueron Bonanza, El virginiano, El gran chaparral, The Cowboys, The Young Riders, Gunsmoke (La ley del revólver en España), El hombre del rifle, El llanero solitario, Las aventuras de Rin tin tin,  incluso parodias satíricas como Maverick o versiones costumbristas como La casa de la pradera... El género continúa vivo en la actualidad en series como Deadwood, Hatfields & McCoys, Los siete magníficos e Infierno sobre ruedas (Hell on Wheels). También se hibridó o contaminó con elementos de otros géneros como en Kung fu, Firefly o Westworld o se produjo como dibujos animados en Lucky Luke.

## El género en la historieta
El género se mostró muy dúctil encontrando acomodo en otras formas narrativas como la historieta, tebeo o cómic. En Estados Unidos fueron pioneros Harry O’Neill (Young Buffalo Bill), Fred Harman (1902-1982) con sus series sobre Bronc Peeler y sobre Red River y Garreth Price (1896-1979) con su White Boy. De la radio llegó el famoso The lone Ranger ("El llanero solitario") y Stephen Slesinger creó King of the Royal Mounted, un cómic sobre la Policía Montada de Canadá. En Francia, Lucky Luke. En México, apareció Adelita y las guerrillas. Más modernos son Apache, Manos Kelly (1971), El teniente Blueberry, McCoy etcétera.

## El género en videojuegos y aventuras gráficas
Sunset Riders y Wild guns fueron juegos clásicos de Arcade. Call of Juarez fue ya en primera persona y con impresionantes gráficos; Gun nació en la generación del PlayStation 2 y fue llevado a otras consolas, de los primeros en implementar elementos de mundo abierto (escoger entre misiones principales y secundarias mientras se explora el mapa). El interactivo Oddworld Stranger’s Wrath nació en la Xbox de Microsoft y fue llevado a otras consolas; en él se trata de detener vivos o muertos a diversos forajidos. Tal vez el mejor sea Red Dead Redemption 2, sucesor de Red Dead Redemption.